# Tom y Eileen Lonergan

El Arrecife de Agincourt, lugar donde fueron abandonados accidentalmente los Lonergan.

Thomas Joseph Lonergan (n. 1964 - f. 1998) y Eileen Cassidy Lonergan (n. 1969 - f. 1998) fueron un matrimonio estadounidense originario de Baton Rouge, Luisiana, que fue abandonado por error en el Mar del Coral el 25 de enero de 1998, mientras practicaban buceo fuera de la Gran Barrera de Coral de Australia. El bote que los transportaba junto a un grupo de buzos se marchó antes de que los Lonergan emergieran, sin que ninguna persona a bordo notara su ausencia.
No fue hasta dos días después, el 27 de enero de 1998, que se descubrió que el matrimonio estaba perdido. Esto sucedió cuando se encontró una bolsa con sus pertenencias en el bote que los transportó. Una búsqueda masiva, aérea y acuática, tuvo lugar durante los tres días posteriores. Aunque parte de su equipo de buceo fue hallado a millas de donde los Lonergan desaparecieron, indicando que se ahogaron, sus cuerpos jamás fueron localizados. Pescadores encontraron una pizarra de buceo —utilizada para comunicarse bajo el agua— y posteriormente transcribieron el mensaje que contenía:

[Mo]nday Jan 26; 1998 08am. To anyone [who] can help us: We have been abandoned on A[gin]court Reef by MV Outer Edge 25 Jan 98 3pm. Please help us [come] to rescue us before we die. Help!!!
Lunes, 26 de enero de 1998, 8 am. A cualquiera que pueda ayudarnos: fuimos abandonados en el Arrecife de Agincourt por el MV Outer Edge el 25 de enero de 1998 a las 3 pm. Por favor ayúdennos, vengan a rescatarnos antes de que muramos. ¡Ayuda!

Varias teorías surgieron alrededor de la desaparición de los Lonergan. En aquel momento, se llegó a insinuar que la pareja podría haber escenificado su muerte, sin embargo, sus cuentas bancarias no volvieron a registrar movimientos y sus seguros jamás fueron cobrados.
Otra teoría sugirió que la pareja pudo haberse suicidado. Esta idea se vio reforzada por los registros encontrados en los diarios de ambas víctimas. Extractos del diario personal de Tom Lonergan fueron usados para retratarlo como un hombre profundamente perturbado que estaba buscando una muerte rápida y pacífica. Los escritos de Eileen expresaban preocupación por su bienestar, dados los deseos de morir de Tom. Ella había elegido abiertamente quedarse junto a Tom sin importar las consecuencias. No obstante, los apuntes de su diario fueron sacados de contexto, según la familia de Eileen. Sus familiares, el coronel Noel Nunan y la policía de Port Douglas aseguran que solo las páginas que validan la teoría del suicidio fueron filtradas a la prensa. El padre de Eileen, John Hains, manifestó su sospecha de que la pareja se deshidrató y se desorientó, sucumbiendo finalmente ante el ahogamiento o los tiburones.
El coronel Nunan descartó las teorías que sugerían que los Lonergan habían fingido su muerte o se habían suicidado y formalmente presentó cargos contra Jack Nairn, el encargado del bote, por homicidio involuntario. Finalmente, Nairn fue declarado no culpable, pero su empresa fue multada por negligencia.
En el momento del incidente, los Lonergan habían concluido una misión voluntaria de tres años como profesores del Cuerpo de Paz en el archipiélago de Tuvalu y pretendían continuar con esa labor en Fiyi. Su historia inspiró la película Mar abierto, estrenada en el año 2003.